# حزب الفجر الجديد
حزب الفجر الجديد هو أحد الأحزاب السياسية القانونية في الجزائر. تأسس في 1 أكتوبر 2011، وتم الاعتراف به فيفري 2012. يتولى أمانته العامة السيد الطاهر بن يعيش،

## التاريخ
تأسس الحزب عام 2012. أيديولوجيته السياسية قومية ومحافظة  ورئيسه الطاهر بن بعيبش.
في انتخابات 2012، حصل الحزب على 1.74٪ من الأصوات  وفاز بخمسة مقاعد في البرلمان. وهو من بين أحزاب المعارضة في البرلمان.